# Bonnefoy (Toulouse)
Pour les articles homonymes, voir Bonnefoy.
Bonnefoy, Bona Fe (oc) est un quartier populaire de la ville française de Toulouse, situé près de la gare Matabiau et traditionnellement peuplé de cheminots.

## Historique
Jusqu'au milieu du XIXe siècle, c'était un quartier de maraîchage. Avec le développement du rail (ligne de Bordeaux à Sète dès 1855) se développa un habitat d'employés du chemin de fer, proche de la gare de Raynal et du dépôt des locomotives.
Rapidement fut construit l'église, « la première au monde à être consacrée à l'Immaculée-Conception », en lien avec les apparitions de Lourdes. L'église du faubourg établit un lien entre Lourdes et la Ville rose : réplique de la grotte lourdaise, fontaine…
Le 15 janvier 1893, le conseil municipal, présidé par le maire Honoré Serres, a décidé de construire deux groupes scolaires et des magasins municipaux sur un terrain légué par un riche négociant, Pierre Maury.
En 1931 sont construits des habitations à bon marché (HBM) et peu à peu le quartier s'urbanise avec des immeubles dès les années 1960.
Son artère principale était la route nationale 88 reliant Toulouse à Lyon par Albi, desservie par une ligne de tramway maintenant disparue. Aujourd'hui, la rue du Faubourg-Bonnefoy est bordée de commerces divers qui illustrent la variété de l'habitat de la métropole toulousaine.
Le quartier Bonnefoy figure sur le tracé de la troisième ligne de métro de Toulouse : Toulouse Aerospace Express. Une station serait donc ajoutée dans le quartier, avec notamment une correspondance avec la future ligne de bus à haut niveau de service Linéo 9.

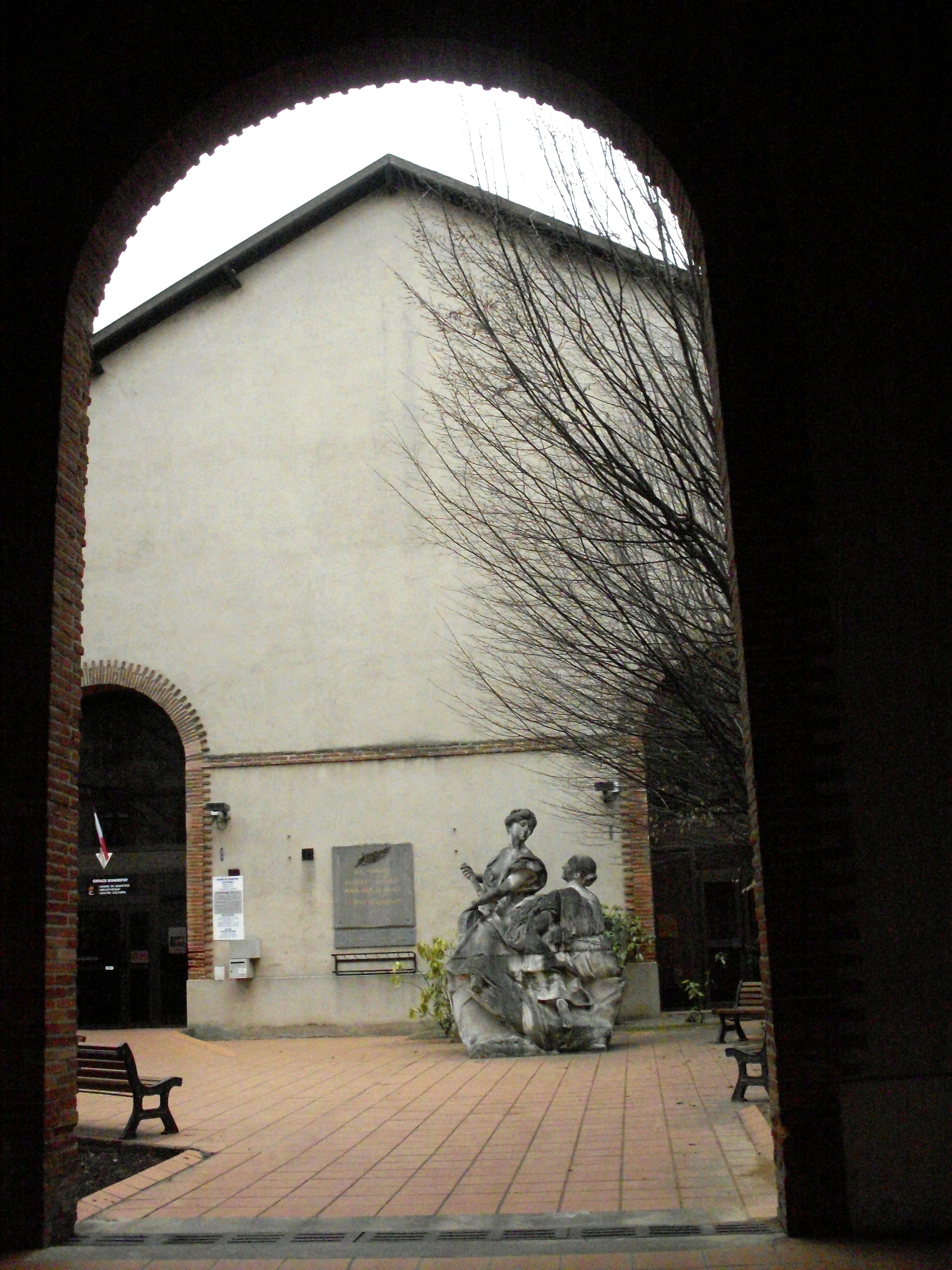
L'entrée de l'espace Bonnefoy, décoré d'une sculpture de Théophile Barrau

## Activité culturelle
Le quartier est très riche en activité culturelle.
- L'« Espace Bonnefoy »[3], destiné aux manifestations culturelles du quartier, inauguré en 1984 dans les bâtiments de l'ancien haras national ;
- Le théâtre « Le Hangar »[4] ;
- Le « Théâtre de Poche »[5] ;
- L'Espace d'art contemporain « Lieu commun »[6].